# كاترينا ياكوب
كاترينا جاكوب (بالألمانية: Katerina Jacob)‏ هي ممثلة كندية وألمانية، ولدت في 1 مارس 1958 في ميونخ في ألمانيا.

## وصلات خارجية
- الموقع الرسمي
- كاترينا جاكوب على موقع IMDb (الإنجليزية)
- كاترينا جاكوب على موقع ألو سيني (الفرنسية)
- كاترينا جاكوب على موقع قاعدة بيانات الأفلام السويدية (السويدية)
- كاترينا جاكوب على موقع قاعدة بيانات الفيلم (الإنجليزية)
- كاترينا جاكوب على موقع كينوبويسك (الروسية)